# Гай, Уолтер
Уолтер Гай (англ. Walter Gay; 1856, Хингем, Массачусетс — 1937, Шато де Бро близ Даммари-ле-Лис) — американский художник и дизайнер. Работал как в классической, реалистической манере, так и как импрессионист (на поздней стадии своего творчества).

## Жизнь и творчество
Детство Уолтера Гая прошло в окрестностях Бостона. Первые уроки живописи получил ещё в юные годы, от своего дяди, художника Уинксорта Алана Гая. Затем изучал живопись в вечерних классах бостонского института Лоуэлла. С 1873 года дядя помогает ему с местом ученика у известного живописца Уильяма Морриса Ханта. В эти годы У. Гай делит рабочую мастерскую с Джоном Бернардом Джонсоном. Основной темой его творчества являются тогда яркие натюрморты, изображающие композиции из полевых цветов на чёрном лакированном фоне.
В 1876 году У. Гай оканчивает свою учёбу у Ханта и впервые посещает Париж, где поступает учеником в ателье художника Леона Бонна. У Бонна молодой человек остаётся до 1879 года и многое перенимает в творческом плане, как и у каталонского мастера Мариано Фортуни, познакомившего его с испанской живописью. У. Гай активно включается в артистическую жизнь Монмартра, близко сходится с такими живописцами, как П. Пюви де Шаванн, Эдгар Дега, Эдуард Мане, Джованни Больдини. В 1878 году он совершает поездку в Испанию, и в музее Прадо изучает полотна Д. Веласкеса и других испанских старых мастеров. Вернувшись в Париж У.Гай, начиная с 1879 года регулярно выставляет свои работы на Парижских салонах. В это время он пишет преимущественно жанровые малоформатные картины в стиле произведений живописи XVIII столетия.
Совместно со своим дядей, У.Гай в 1882 году ездит во французские местечки Барбизон в лесу близ Фонтенбло и Конкарно в Бретани. Художник был очарован природной простотой и прелестью пейзажей этих уголков Франции. В 1880-е годы он ещё неоднократно приезжает сюда и много работает. Под влиянием творчества таких мастеров, как Жюль Бретон и Леон Лермитт, У.Гай пишет большие полотна в тёмных тонах, в реалистическом стиле («Пряха», «Ткачи», «Бенедикт» и др.). и экспонирует их на парижской Всемирной выставке 1889. За эти работы художник был удостоен серебряной медали. Полотно «Бенедикт» же было ещё в 1878 удостоено золотой медали на парижском салоне и затем приобретено государством для экспозиции в музее Люксембургского дворца. Картину свою «Милостыня» У.Гай отправляет на Всемирную Колумбианскую выставку в Чикаго. Кроме этого, в 1890-е годы проходят успешные его персональные выставки в Вене, Антверпене, Мюнхене и Берлине.
В 1889 году У. Гай вступает в брак с Матильдой Траверс, дочерью богатого нью-йоркского адвоката и предпринимателя Уильяма Траверса. Состояние жены позволило У. Гаю прибрести в Париже особняк XVIII века и земельные владения в окрестностях французской столицы. В 1896 году на Берлинской международной художественной выставке ему присуждается малая золотая медаль. В 1905 году супруги Гай покупают замок Шато-дю-Бро возле Парижа, где художник и живёт до своей кончины в 1937. В эти годы У. Гай и его жена начинают собирать произведения искусства, создав со временем богатую коллекцию. Первые приобретения — английское столовое серебро XVIII столетия и старинный фарфор — были сделаны в 1889 во время свадебного путешествия в Великобританию. Затем покупались живописные полотна и — в первую очередь — графические работы, французские XVIII и нидерландские
XVII веков, в том числе более 20 рисунков Рембрандта. Всё это собрание Матильда Гай передала после смерти мужа, в 1938 году, в Лувр.
Начиная с 1895 года У. Гай изменяет как свой художественный стиль, так и тематику произведений. Вплоть до своей смерти он почти исключительно занимается работами над интерьерами помещений в стиле XVIII столетия. Первые свои шаги в этом направлении У. Гай делает, декорируя свой собственный Шато-дю-Бро и соседний замок Шато-де-Фортуасо. Вскоре у него появляются богатые и влиятельные заказчики, и среди них Эдит Уортон, Генри Джеймс, Альва Вандербильт Бельмонт, Кромарти Сазерленд-Левесон-Говер, 4-й герцог Сазерлендский, и другие. У. Гай также работал над дизайном Метрополитен-музея в Нью-Йорке, там же — дома Генри Клэя Фрика (ныне — здание Коллекции Фрика), палаццо Барбаро в Венеции, музеев Карнавале и Жакмар-Андре в Париже, и др. Росписи делал в импрессионистском стиле, при этом использовал для создании единой композиции также мебель и прочие аксессуары как части интерьера.
У. Гай был членом различных художественных академий и союзов — Американской федерации искусств, Американской академии искусств и письма, Общества американских художников, британского Королевского общества акварелистов, французского Национального общества изящных искусств и Мюнхенского сецессиона. В 1894 году он становится кавалером, в 1906 году — офицером, и в 1927 — командором ордена Почётного легиона. На следующий год после смерти художника в Метрополитен-музее была проведена памятная выставка в его честь. Матильда Гай скончалась в 1943 году в замке дю Бро, во время оккупации немцами Франции.

## Галерея

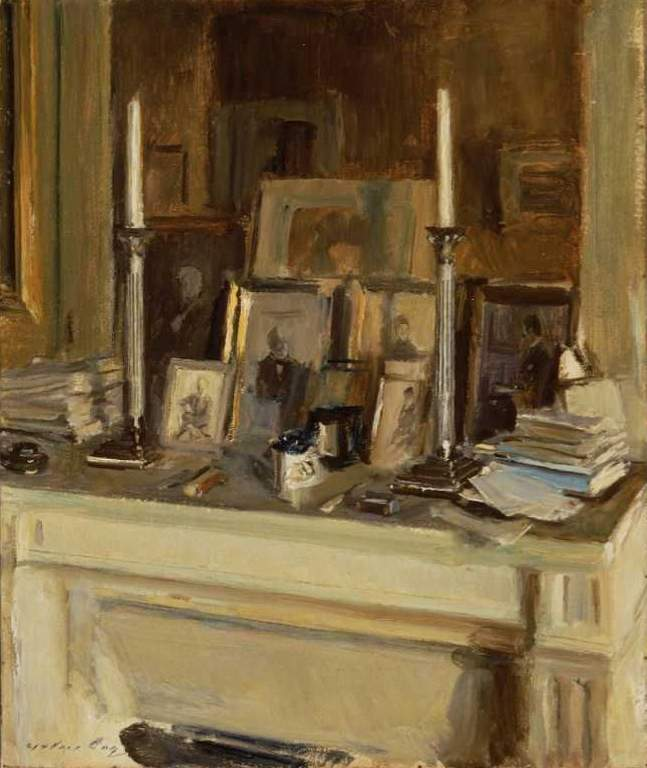
Камин
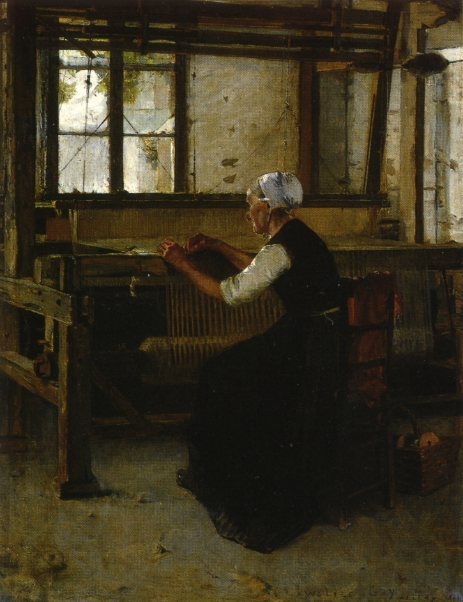
Пряха
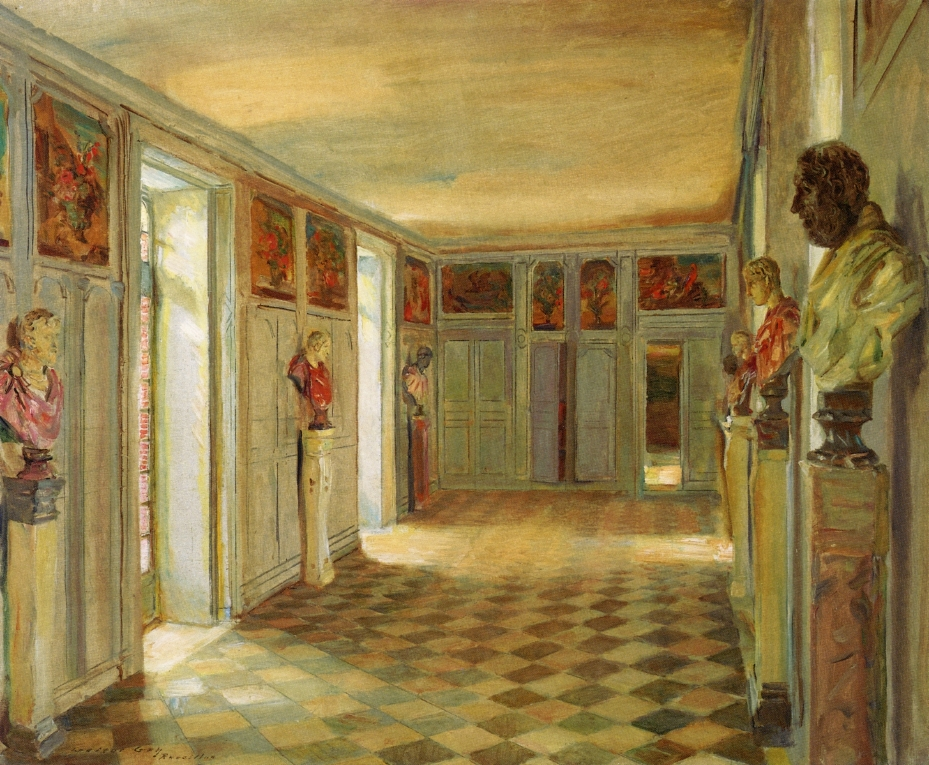
Галерея бюстов в замке Ревельон
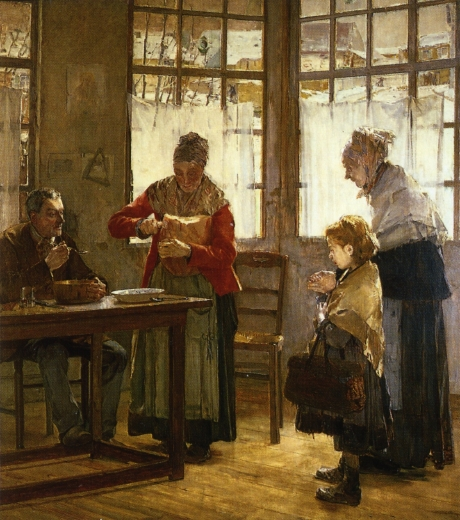
Милостыня
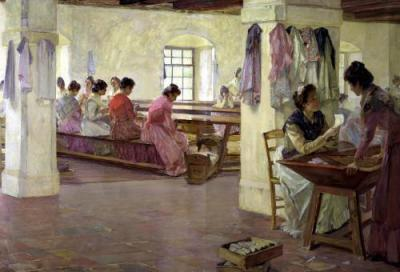
Сигарщицы на фабрике в Севилье
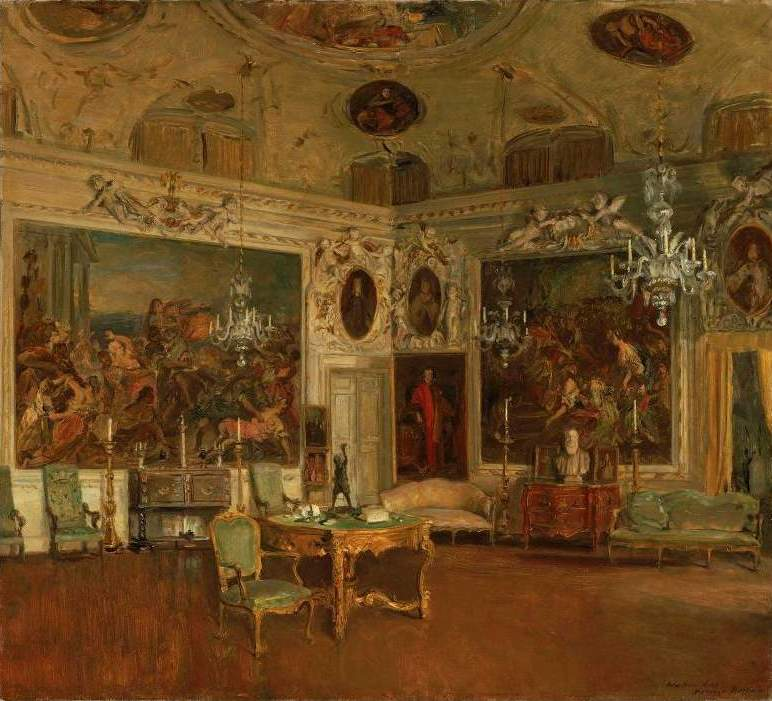
Интерьер дворца Барбаро в Венеции